# OTT
Технология OTT (аббр. от англ. Over the Top) — метод предоставления видеоуслуг через Интернет. Термин OTT означает доставку видеосигнала от провайдера контента на устройство пользователя (приставку, компьютер, мобильный телефон) по сетям передачи данных, часто без прямого контакта с оператором связи, в отличие от традиционных услуг IPTV, которые предоставляются, как правило, только через управляемую самим оператором сеть с гарантированным QoS (QoE).

## Особенности
- Предоставление шифрованных каналов с возможностью легальной записи отдельных передач на абонентские устройства пользователей, в том числе по подписке;
- Транскодирование контента (каналов и фильмов) в различные форматы для просмотра на компьютере, телевизоре и мобильном телефоне;
- Предоставление контента по запросу с возможностью просмотра онлайн и загрузки на абонентское устройство для дальнейшего просмотра.

Такая концепция позволяет более эффективно использовать контент, привлекать новых абонентов и увеличивать доходность бизнеса за счет дифференциации услуг и введения онлайн-продаж.
Особенностью внедрения услуг OTT является возможность предоставить сервис любому пользователю Интернет.

## Проблемы
- Видео- и аудиоконтент должен быть доступен везде, где доступен Интернет. В качестве транспортного протокола для всех типов контента должен быть использован HTTP;
- Также HTTP должен быть использован для предоставления услуг телевизионного вещания и видео по запросу;
- Открытый Интернет по определению является «неуправляемой» сетью, в которой ширина полосы до конечного пользователя не подлежит контролю. В результате потоковое видео может иметь низкое качество и периодически "притормаживать" для буферизации, что отрицательно сказывается на впечатлении пользователей о качестве услуги. Особое значение этот вопрос имеет для мобильных сетей;
- Предлагаемые технологии должны быть адаптированы для использования полного спектра абонентских устройств (ПК с веб-браузерами, приставки (STB) / телевизоры, мобильные телефоны и т. д.). Это означает, что они должны быть экономичны (иметь небольшой расход системных ресурсов) и просты в установке;
- Огромную роль имеет простота интеграции с существующей экосистемой, так как большая часть контента в настоящее время распространяются при помощи различных форматов и протоколов (кодеков, DRM и т. д.)

## Модели монетизации
На рынке существуют различные пути организации бизнеса. Часть игроков предлагает контент бесплатно (Hulu), делая основной акцент на размещении рекламы, часть операторов ориентируется на PC, кто-то на iSTB (приставка internet-Set-Top-Box). Есть совсем необычные модели, когда обмен дисками DVD сочетается с online-просмотром (Netflix). Обычно такие сервисы работают по подписке. По классификации Informa Telecoms & Media, модели монетизации, на основе которых работают провайдеры ОТТ, можно условно разбить на категории:
- Линейная трансляция программ (linear programming) – трансляция каналов ТВ посредством интернет (иногда такой тип трансляции контента называют Web TV). В этом случае провайдеры ОТТ чаще всего получают доходы от предоставления пользователям доступа к каналам (модель аналогичная той, что используют операторы спутникового, кабельного и IP TV).
- Модель AVoD (advertising VoD) – видео сопровождается определенным количеством рекламных сообщений и/или видеовставок, провайдеры ОТТ предоставляют бесплатный доступ к имеющемуся у них контенту (обычно в формате SD).
- Модель EST (electronic sell through) – приобретение пользователем цифровой копии контента.
- Модель TVoD (transactional VoD) – включает плату за просмотр каждого отдельного контента, так называемая плата за просмотр (PPV — pay-per-view). В случае покупки контента он может даваться в так называемое временное пользование (например, Apple TV предлагает подписчикам следующие ограничения при покупке: начать просмотр можно в течение 30 дней после покупки, если уже начали смотреть, то за 24 часа (в США; в остальных странах — за 48) пользователи должны закончить просмотр).
- Модель SVoD (subscription VoD) – включает возможность доступа в течение определенного периода (дня или месяца) ко всему контенту из каталога провайдера ОТТ.

## Структура рынка
- Онлайн-кинотеатры – агрегаторы контента, предоставляющие возможность просмотра видео как через сайты проектов, так и через приложения сервисов для мобильных платформ и Smart TV.
- Телеканалы – телевещатели, монетизирующие прежде всего свой контент в Интернете по платной или рекламной модели.
- Операторы – операторы платного ТВ, реализовавшие сервисы просмотра платного видеоконтента на приставках (STB) в виде VOD или кинозалов на выделенных каналах.
- Платформы цифровой дистрибуции – агрегаторы видеоконтента, предоставляющие приложения для мобильных платформ и Smart TV с возможностью просмотра без привязки к сети конкретного провайдера.

## Западный рынок
Informa Telecoms&Media, ведущая аналитическая компания в области телекоммуникаций и медийных рынков, в одном из своих прогнозов, сделанных на 2010 год, указала на возросший интерес операторов IPTV к OTT. Это утверждение также справедливо для поставщиков контента, получивших уникальную возможность продавать свой контент напрямую зрителю  (недоступная ссылка). По данным Informa Telecoms & Media в 2012 году мировой рынок ОТТ составил 10,6 млрд долларов. В 2012 году наибольший объём дохода операторам приносит плата за просматриваемый контент, при этом по прогнозам аналитиков Informa Telecoms & Media наиболее динамично будет развиваться монетизация услуг через подписку на контент, совокупный годовой темп роста (CAGR) составит 32%. Аналогичные оценки приводит Multimedia Research Group (MRG), в отчете которой сказано, что объём продаж в сфере OTT в 2012 году  составит свыше 11 миллиардов долларов. Аналитики прогнозируют, что к 2017 году общий объём рынка ОТТ вырастет по сравнению с 2012 годом в 3 раза, достигнув 32,7 млрд долларов. Из этой суммы доходы от рекламы составят 49%, от продажи контента — 14%, от подписки — 37%.
Таким образом, большинство аналитиков предсказывают значительный рост этого сектора платного телевидения в ближайшие 1-3 года. Уже сейчас сервисы OTT предоставляют такие компании как Amazon.com Inc., Apple Inc., Blockbuster Inc., Comcast (Fancast), Disney, BBC (I-Player) (пока только на PC), Google/YouTube, Hulu, Microsoft Corporation, Netflix Inc. (Online Video Service), Sonic Solutions (CinemaNow), Sony (OTT Service), TiVo Inc., VUDU Inc. (ISTB+Service), Yahoo! Inc. (Video Service), Kartina.TV.

## Российский рынок
По оценкам компании «Директ Инфо», общий объём рынка OTT-сервисов в 2012 году составил 1,1 млрд рублей и вырос по сравнению с 2011 годом на 95 %. Из этой суммы 45 % денежных средств операторы получили за покупку контента и подписку, 55 % — за видеорекламу. К 2016 году общий объём рынка ОТТ по сравнению с 2012 годом вырастет в 13 раз, достигнув 14,8 млрд рублей. Из этой суммы доходы от рекламы составят 44 %, от продажи контента и подписки — 56 %.Общее число пользователей ОТТ-сервисов в России составило на конец 2012 года 13 млн. К 2016 году это число может вырасти до 38 млн.
На российском рынке ОТТ работает несколько десятков игроков. Их условно можно разделить на производителей оборудования ТВ, независимые компании и крупные медийные компании, которые посредством ОТТ монетизируют доступ к собственному контенту. Также на рынке работают и крупные телекоммуникационные компании, в частности Ростелеком, Мегафон, Билайн и МТС.
На российском рынке представлены сервисы ОТТ, работающие по гибридной схеме монетизации, предлагая бесплатный контент с рекламными вставками (AVoD),  премиальный контент по подписке (SVoD) или за отдельную оплату (TVoD / EST).
С конца 2019 года в целях защиты авторских прав предоставление ОТТ-версий телеканалов (включая обязательные общедоступные) осуществляется на новых условиях, предусматривающих ограничение (запрет) трансляций ряда телевизионных программ в интернете.